# فلسفه پزشکی

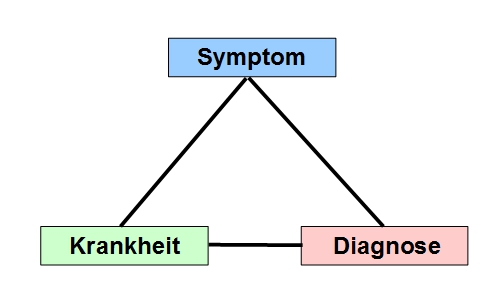
فلسفه پزشکی

فلسفه پزشکی شاخه‌ای از فلسفه است که معرفت‌شناسی، هستی‌شناسی، متافیزیک و اخلاق پزشکی را در برمی‌گیرد. شاید سرشناس‌ترین حوزه، اخلاق پزشکی باشد که با اخلاق زیستی هم پوشانی دارد. فلسفه پزشکی از فلسفه خدمات بهداشتی درمانی متمایز است. فلسفهٔ خدمات بهداشتی درمانی به اخلاق و سیاستهای مرتبط با حرفه و پژوهش‌های بهداشتی درمانی می‌پردازد. انواع مختلفی از رشته‌ها، ژورنال‌ها کتاب‌ها و کنفرانس‌هایی برای فلسفه پزشکی پدیدار گشته‌است. همچنین شاخه‌ای جدید از فلسفه پزشکی به نام «فلسفه تحلیلی پزشکی» توسط کاظم صادق‌زاده در جهان پایه‌گذاری شده‌است.

## معرفت‌شناسیپزشکی
شاخه‌ای از فلسفه است که به عنوان نظریهٔ چیستی معرفت و راه‌های حصول آن تعریف می‌شود. حالتی است که شاغلان مراقبت‌های بهداشتی دانش را کسب می‌کنند یا به کار می‌گیرند.

### پزشکی بر پایه شواهد
اساس پزشکی مبتنی بر شواهد (EBM) بر پایه حالتی است که ما می‌توانیم با سؤالاتی کلیدی مثل اثرات مداخلات پزشکی و درستی تست‌های تشخیصی دانش کسب کنیم. پزشکی مبتنی بر شواهد یک توضیحی از اینکه چگونه باید دانش پزشکی را برای مراقبت‌های درمانی به کار ببریم به ما می‌دهد. فلسفهٔ شواهدیِ پزشکی مبتنی بر شواهد به فیلسوفان این اجازه را می‌دهد تا طبیعت سلسله مراتبی بودن شواهدِ پزشکی مبتنی بر شواهد را در نظر بگیرند تا بتوانند انواع مختلفی از پژوهش‌ها را از لحاظ روش‌شناسی و ظاهری به وسیله شواهدی که آن شواهد ارائه می‌دهند درجه‌بندی کنند. سؤالات کلیدی که در مورد سلسه مراتب شواهد پرسیده می‌شود به درستی روش‌شناسی‌های رتبه‌بندی از لحاظ قدرت پشتیبانی که تأمین می‌کنند می‌پردازد؛ و اینکه چگونه نمونه‌های یک روش ویژه می‌تواند اجزای سلسله مراتب را بالا و پایین کنند؛ همچنین چگونه انواع مختلفی از شواهد از سطوح سلسه مراتب باید ترکیب شود.
علاوه بر این خواص معرفت‌شناسانه از جنبه‌های ویژهٔ روش‌شناسی کارآزمایی بالینیِ آزموده شده، جایگاه ویژه ای است که به راندوم‌سازی، نظریه آزمایش کور و استفاده از پلاسبو نسبت داده می‌شود.

## هستی‌شناسی پزشکی
بخش بزرگی از فلسفه پزشکی بر روی هستی‌شناسی زیست پزشکی شامل مطالعات هستی‌شناسانه همهٔ جنبه‌های پزشکی، قرار دارد. جنبه‌های مختلف هستی‌شناسی فلسفه پزشکی عبارتند از، برای مثال: (۱) انقلاب هستی شناسانه که علم مدرن را به‌طور کلی ممکن ساخت، (۲)دوگانگی دکارتی که پزشکی مدرن را به‌طور خاص ممکن ساخت (۳) مفهوم مونوژنیک از بیماری که در مورد پزشکی بالینی در قرن اخیر اطلاع‌رسانی شد و همچنین مسیر زیستی و شیمیایی که مفهوم سلامت و بیماری را در تمام ارگانیسم‌ها پایه‌ریزی کرد (۴) مفهوم سازی وجودهایی مثل پلاسبو و اثرات پلاسبویی.